# Alpen-Gelbling

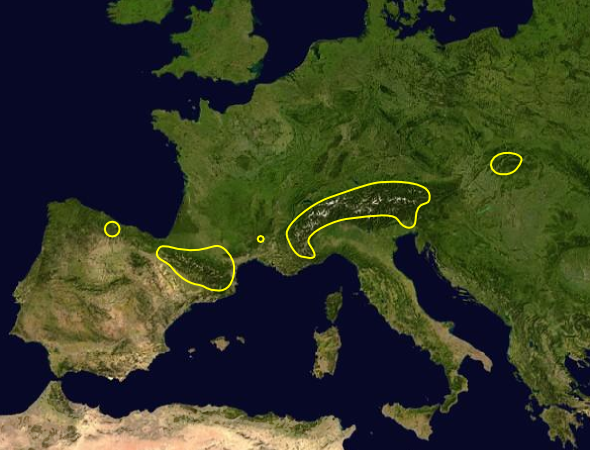
Verbreitung des Alpen-Gelblings

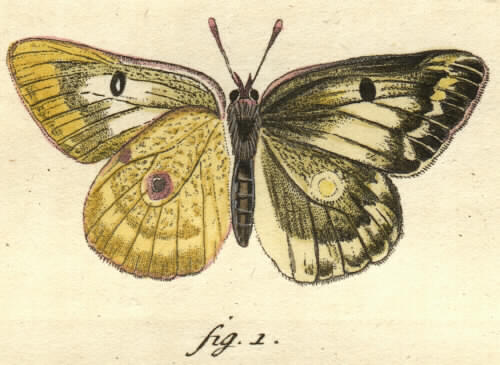
Bild eines Männchens von Esper, Unter- und Oberseite

Der Alpen-Gelbling oder Grünliche Heufalter (Colias phicomone) ist ein, auf das europäische Hochgebirge beschränkter, Schmetterling aus der Familie der Weißlinge (Pieridae) in der Unterfamilie der Gelblinge. Das Artepitheton leitet sich von einer Waldnymphe aus der griechischen Mythologie ab.

## Merkmale

### Merkmale der Imagines
Die männlichen Falter haben eine gelbe Flügeloberseite mit starker dunkler Beschuppung, die zu einer dunkelgrünlichen Gesamtfärbung führt. Auf dem dunklen Rand der Flügel befinden sich mehr oder minder entwickelte, teilweise fehlende gelbe Submarginalflecken. Auf dem Vorderflügel befindet sich zentral ein schwarzer Fleck und auf dem Hinterflügel ein gelblich rötlicher Mittelfleck. Der Saum des Vorder- und Außenrandes der Vorderflügel und der ganze Saum des Hinterflügels ist rosenrot, ebenso wie Kopf und Fühler. Die Unterseite der Vorderflügel ist weiß, am Apex mehr- oder minder gelb. Die Unterseite der Hinterflügel ist gelb und im inneren Teil dunkel beschuppt. Der oft doppelte Mittelfleck ist perlmutterfarbig mit rotem Rand, der sich mitunter strichförmig nach außen fortsetzt. Das Weibchen ist oberseits unrein weiß, mit weniger, aber schärfer lokalisierter dunkler Zeichnung, unterseits bleicher.

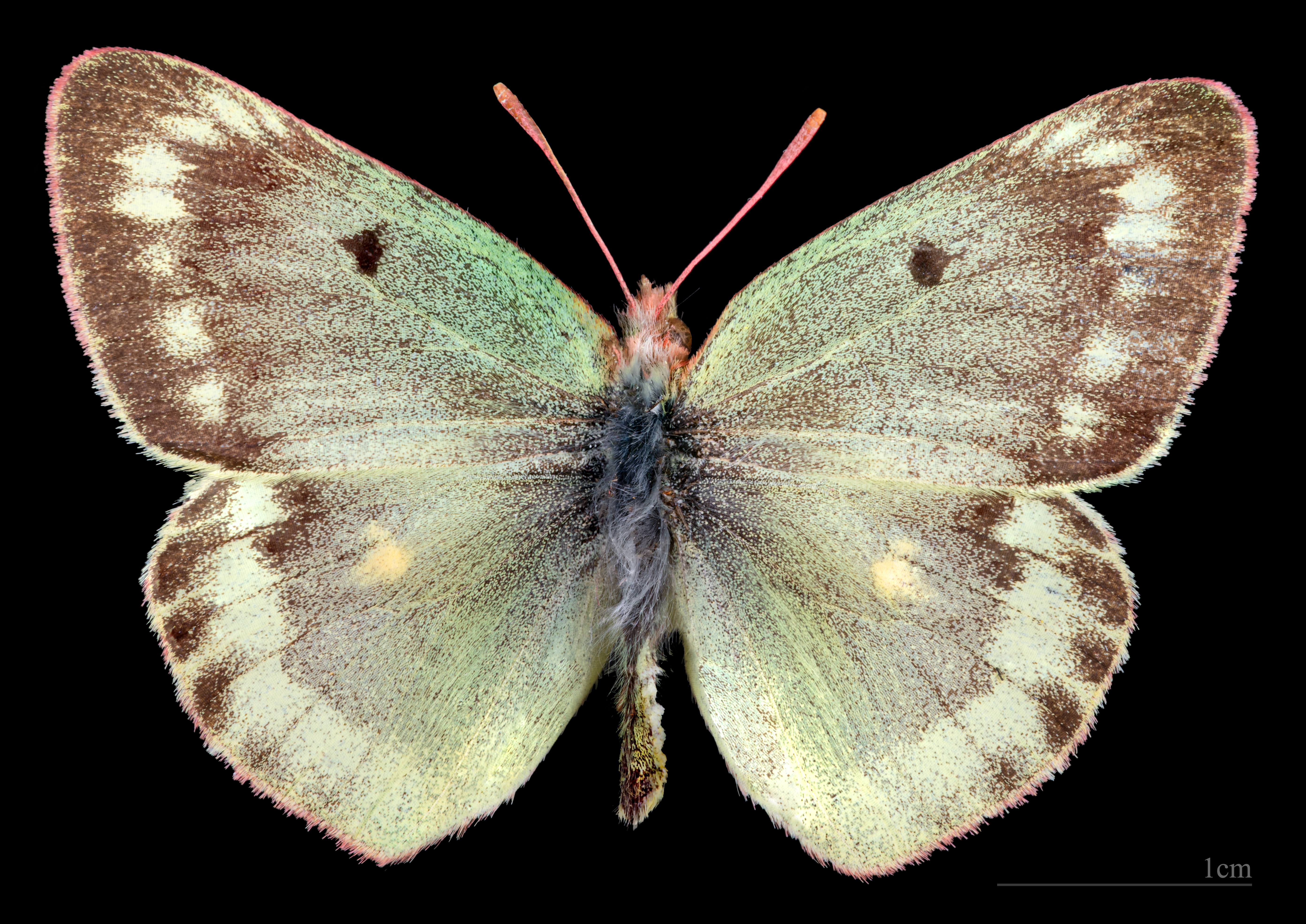
Colias phicomone ♂
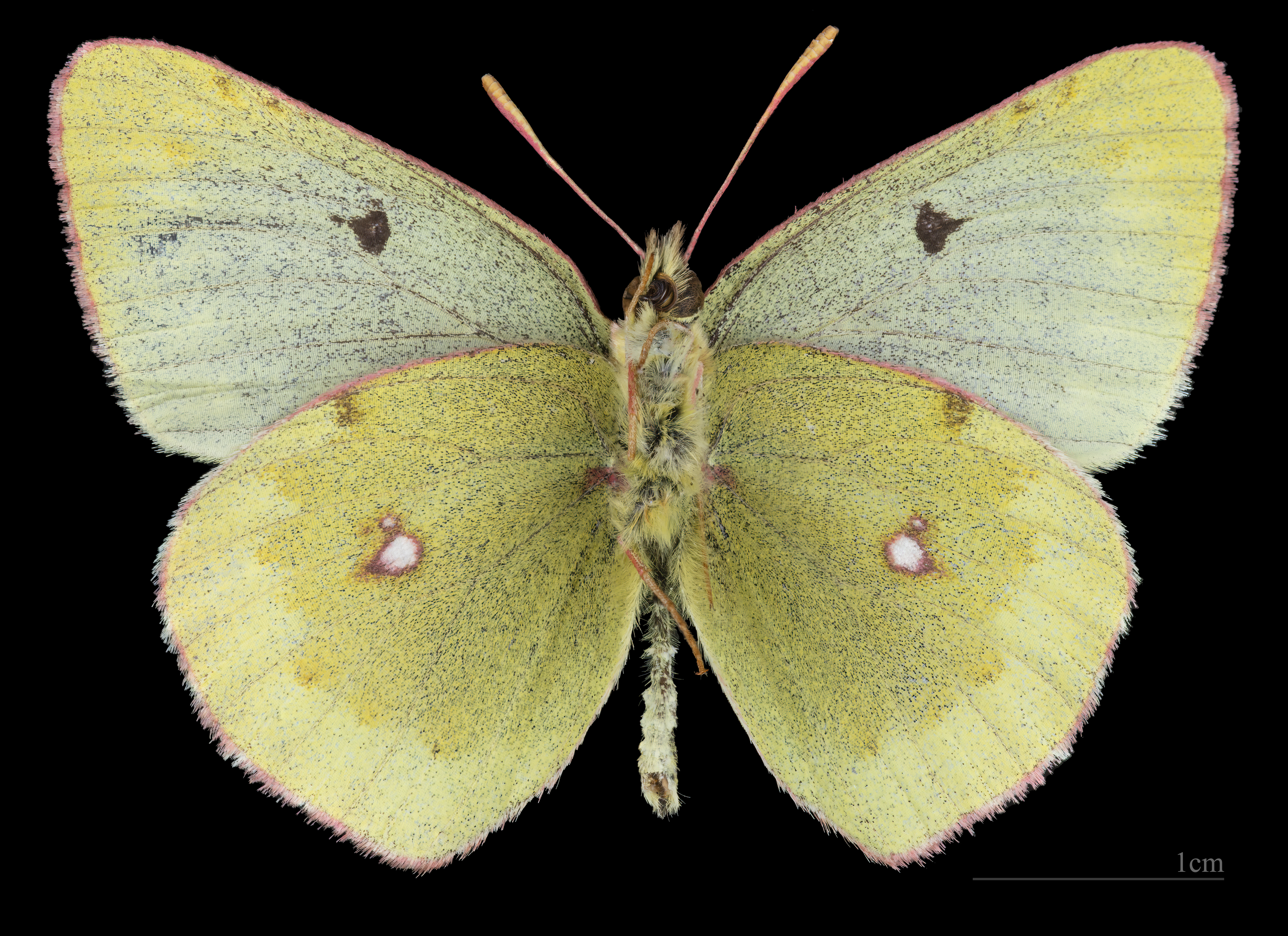
Colias phicomone ♂   △
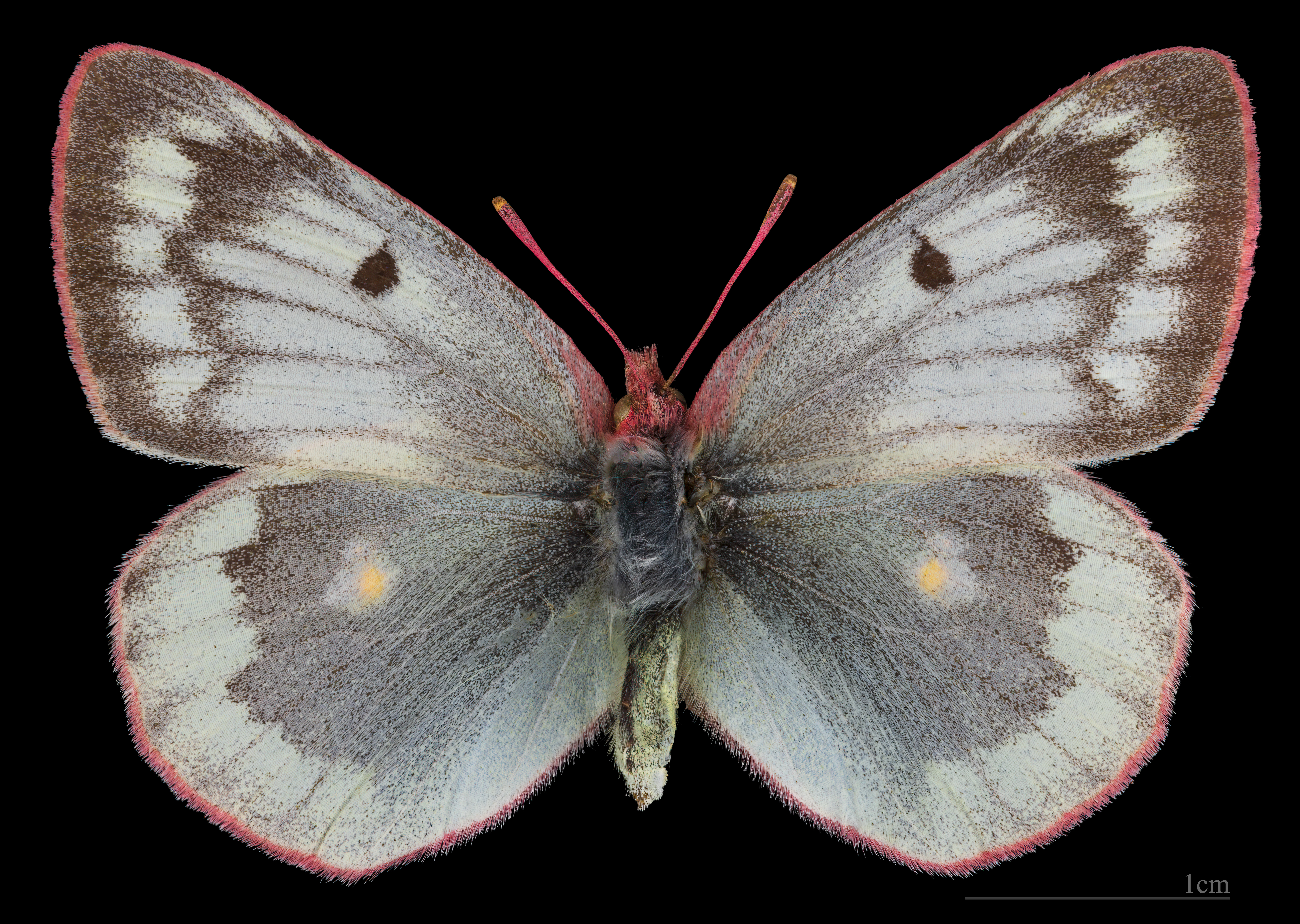
Colias phicomone ♀
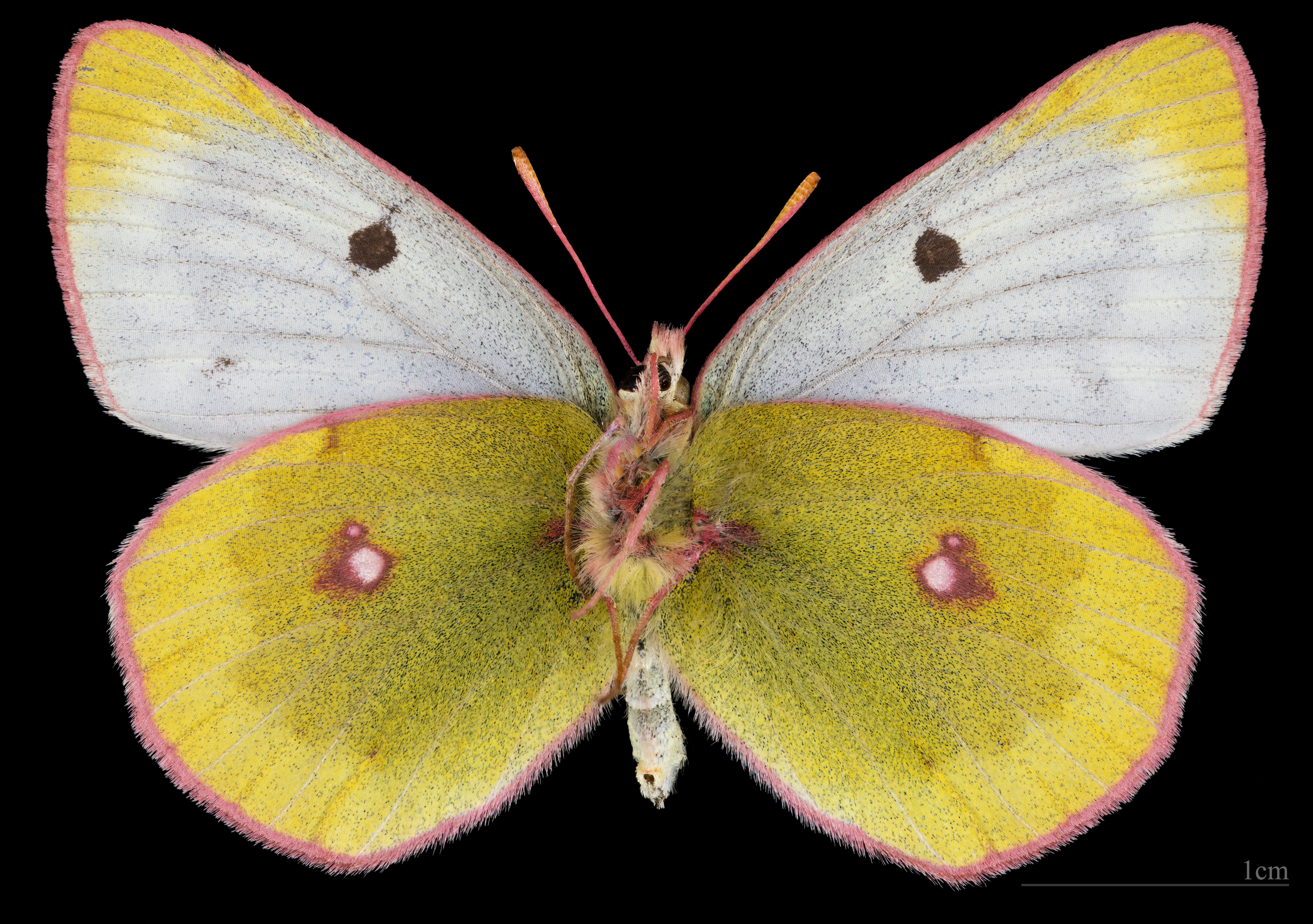
Colias phicomone ♀  △

### Merkmale der Raupen
Die samtartige Raupeist dick und walzenförmig. Sie hat eine dunkelgrüne Grundfarbe mit feinen schwarzen Punkten. An den Seiten läuft ein weißer Längsstreifen, in dem die schwarzen Luftlöcher auf gelben Flecken stehen. Der Bauch und die Füße sind grün, der gelblichgrüne Kopf ist kugelig und fein behaart.

### Merkmale der Puppen
Die Puppe ist dunkelgrün mit einem mattgelben Seitenstreifen. An beiden Enden ist sie zugespitzt und auf dem Hinterrücken gewölbt.

## Ähnliche Arten
- Colias werdandi im arktischen Skandinavien.

## Verbreitung und Lebensraum
Der Alpen-Gelbling kommt im Kantabrischen Gebirge, in den Pyrenäen, Alpen und Westkarpaten vor. Eine kleine lokale Population existiert im Zentralmassiv.
Man findet die Art auf Almwiesen von 900 bis gegen 3000 Meter über NN.

## Lebensweise
Die Raupe ernährt sich von verschiedenen Schmetterlingsblütlern. Nachgewiesen sind Futterwicke (Vicia sativa), Vicia pyrenaica, Schmalblättrige Wicke (Vicia angustifolia), Vicia narbonensis, Luzerne (Medicago sativa), Kronwicken (Coronilla sp.), Gewöhnlicher Hornklee (Lotus corniculatus), Berg-Spitzkiel (Oxytropis jacquinii) und Gewöhnlicher Hufeisenklee (Hippocrepis comosa).

### Flug und Raupenzeiten
Die Raupe lebt im Mai und Juni, der Schmetterling fliegt im Juli und August. Mitunter tritt eine unvollständige zweite Generation im August und September auf.

## Unterarten
Unterarten:
- Colias phicomone juliana Hospital, 1948, Kantabrische Berge
- Colias phicomone oberthueri Verity, [1909]  Pyrenäen[5]